# Čierne Pole
Čierne Pole (bis 1927 slowakisch „Čierno Pole“ oder „Čiernopole“; ungarisch Feketemező) ist eine Gemeinde im Osten der Slowakei mit 307 Einwohnern (Stand 31. Dezember 2024), die zum Okres Michalovce, einem Teil des Košický kraj, gehört und in der traditionellen Landschaft Zemplín liegt.

## Geographie
Die Gemeinde befindet sich im Ostteil der Ostslowakischen Ebene im Ostslowakischen Tiefland, auf einem alten Aggradationsdeich des Uh, nahe der Staatsgrenze zur Ukraine. Das Ortszentrum liegt auf einer Höhe von 108 m n.m. und ist vier Kilometer von Veľké Kapušany sowie 27 Kilometer von Michalovce entfernt.
Nachbargemeinden sind Pavlovce nad Uhom im Norden und Nordosten, Veľké Kapušany im Osten, Südosten und Süden und Krišovská Liesková im Südwesten und Westen.

## Geschichte
Čierne Pole wurde im 17. Jahrhundert gegründet und war Besitz der Familie Barkóczy. 1828 zählte man 26 Häuser und 284 Einwohner. Um die Mitte des 19. Jahrhunderts wanderten viele Einwohner aus.
Bis 1918/1919 gehörte der im Komitat Ung liegende Ort zum Königreich Ungarn und kam danach zur Tschechoslowakei beziehungsweise heute Slowakei. In der Zeit der ersten tschechoslowakischen Republik waren die Einwohner als Landwirte, Viehzüchter und Weber beschäftigt. Nach dem Zweiten Weltkrieg wurde die örtliche Einheitliche landwirtschaftliche Genossenschaft (Abk. JRD) im Jahr 1958 gegründet, ein Teil der Einwohner pendelte zur Arbeit nach Vojany sowie in Baubetriebe in der Umgebung.

## Bevölkerung
| Jahr                | 1994 | 2004    | 2014    | 2024    |
| ------------------- | ---- | ------- | ------- | ------- |
| Anzahl der Personen | 300  | 307     | 282     | 307     |
| Unterschied         |      | +2,33 % | −8,14 % | +8,86 % |

| Jahr                | 2023 | 2024    |
| ------------------- | ---- | ------- |
| Anzahl der Personen | 324  | 307     |
| Unterschied         |      | −5,24 % |

Nach der Volkszählung 2011 wohnten in Čierne Pole 306 Einwohner, davon 293 Slowaken, 11 Magyaren und zwei Ukrainer.
195 Einwohner bekannten sich zur römisch-katholischen Kirche, 87 Einwohner zur griechisch-katholischen Kirche, 14 Einwohner zur reformierten Kirche und fünf Einwohner zur orthodoxen Kirche. Fünf Einwohner waren konfessionslos.

## Bauwerke und Denkmäler
- römisch-katholische Kirche Unbeflecktes Herz Mariä im pseudogotischen Stil aus dem Jahr 1949[6]

## Verkehr
Durch Čierne Pole führt die Cesta III. triedy 3754 („Straße 3. Ordnung“) von Veľké Kapušany nach Lekárovce. Der nächste Bahnanschluss ist in Veľké Kapušany an der Bahnstrecke Veľké Kapušany–Bánovce nad Ondavou.